# Salix petiolaris
Salix petiolaris är en videväxtart som beskrevs av James Edward Smith. Salix petiolaris ingår i släktet viden, och familjen videväxter. Inga underarter finns listade i Catalogue of Life.

## Bildgalleri

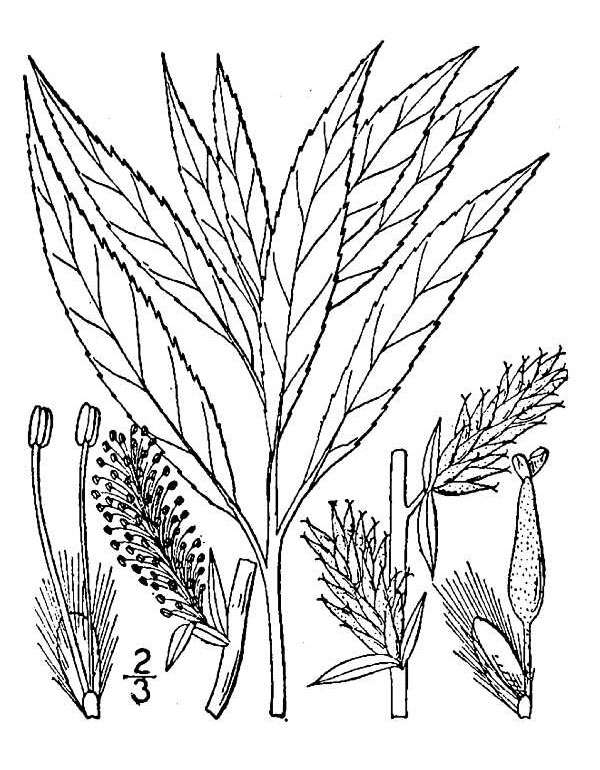